# Catalaans Parlement
Het Catalaans Parlement (Catalaans: Parlament de Catalunya) is het wetgevende orgaan van de autonome regio Catalonië in Spanje. Het uitvoerende orgaan of de regering is de Generalitat de Catalunya. In zijn huidige vorm telt het 135 parlementsleden. De normale legislatuur bedraagt vier jaar. De huidige parlementsvoorzitter is Roger Torrent i Ramió.

## Geschiedenis

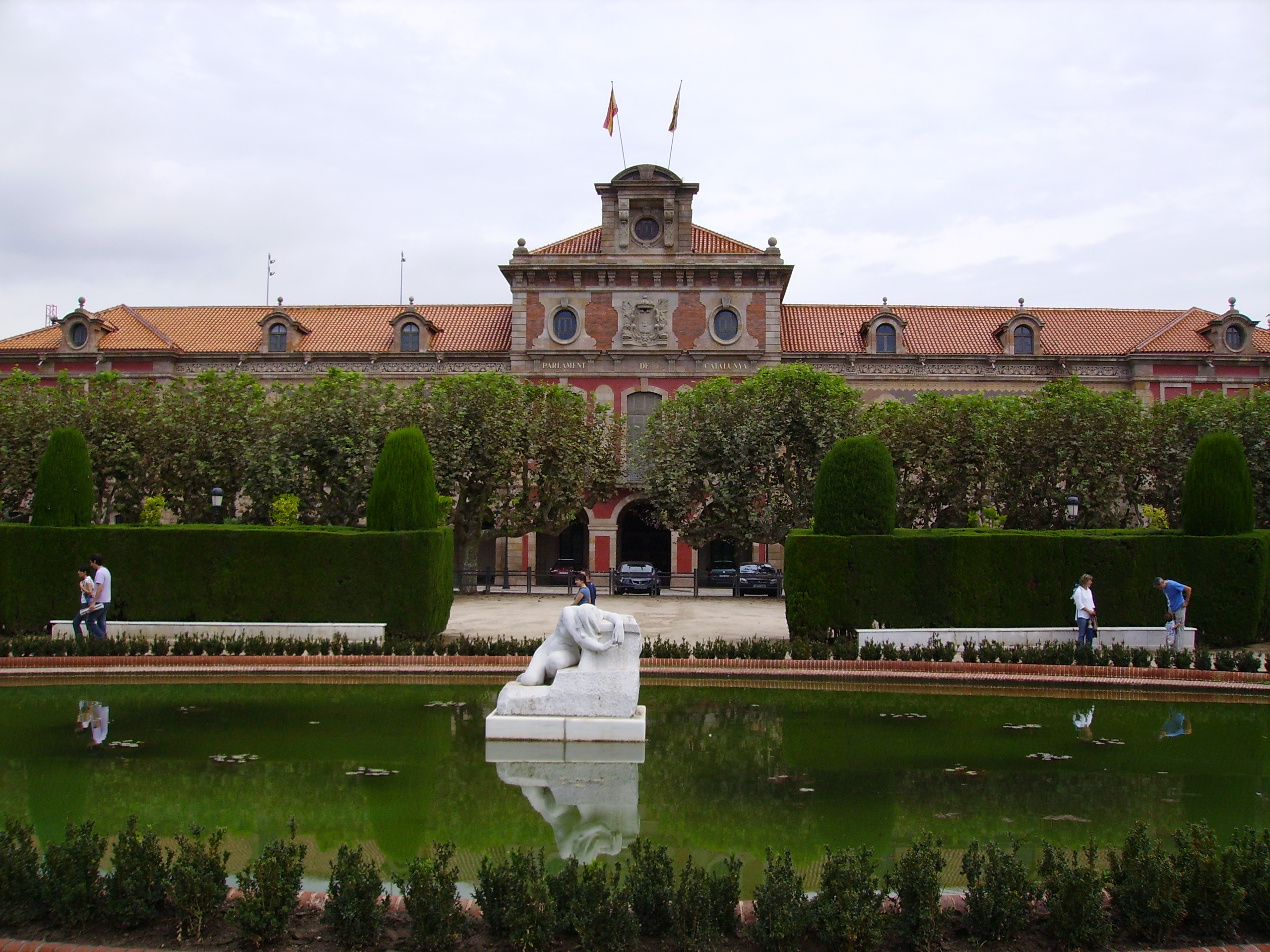
Palau del Parlament

De parlementaire traditie in Catalonië gaat terug op de Corts Catalanes een middeleeuwse voorloper die in 1283 werd opgericht. Het was een vertegenwoordiging van de drie standen: clerus, militairen en de burgers, mutatis mutandis te vergelijken met de Staten-Generaal van de Nederlanden. Vanaf de veertiende eeuw werd een permanente uitvoerende macht opgericht, de Diputació del General of de permanente afvaardiging van de staten generaal, die later de naam Generalitat kreeg. Ofschoon grote delen van de bevolking (zoals de ambachtslieden en het proletariaat) nog niet vertegenwoordigd waren, was de regerende vorst toch afhankelijk van de toestemming van de Corts en werd zijn absolute macht duidelijk beperkt door een vertegenwoordiging van (een deel van) het volk. Na de Spaanse Successieoorlog (1701-1713) werden in 1714 Corts Catalanes en de Generalitat door Filips V van Spanje met het Decretos de Nueva Planta afgeschaft en werden alle politieke beslissingen van dan af door een centralistische en absolutistische regering in Madrid genomen. 
Ondanks alle inspanningen een Spaanse eenheidsstaat (één volk, één taal, één koning, één godsdienst) op te richten, bleven de Catalanen streven naar grotere autonomie en het behoud van eigen taal en cultuur. De industriële revolutie, de opkomst van een welstellende catalaansgezinde burgerij en het romantisch nationalisme dat vele delen van Europa in de negentiende eeuw in beweging bracht, waren drie factoren die in Catalonië het verlangen naar eigen, decentrale instellingen deden toenemen. Een eerste keer voorzichtige poging was de oprichting van de Mancomunitat de Catalunya (1914-1923), een samenwerking tussen de vier provincieraden (Barcelona, Lleida, Girona en Tarragona) die in zijn korte bestaan veel bereikt heeft op het vlak van onderwijs en infrastructuur. De Mancomunitat werd in 1925 tijdens de militaire dictatuur van Miguel Primo de Rivera (1870-1930) afgeschaft.
Tijdens de Tweede Spaanse Republiek (1931-1939) werd het eerste verkozen Catalaanse parlement naar moderne normen opgericht. Na de Spaanse Burgeroorlog (1936-1939) werd dit door rebellenleider en later dictator Francisco Franco afgeschaft. Er volgde een tijd van brutale repressie die culmineerde in de moord op de verkozen president Lluís Companys i Jover (1882-1940), die door de nazi's aan Spanje werd uitgeleverd. Er bleef alleen nog een regering in ballingschap.
Na het overlijden van dictator Franco en de Spaanse democratische overgang werden het Catalaanse parlement en de Generalitat opnieuw opgericht. De eerste verkiezingen vonden plaats op 20 maart 1980. De eerste parlementsvoorzitter was Heribert Barrera i Costa (1917-2011), de eerste verkozen president na de dictatuur was Jordi Pujol i Soley.
De eerste legislatuur van het huidige parlement van Catalonië liep van 1980 tot 1984. De vierde, zevende, tiende en elfde legislatuur duurden slechts drie jaar, de negende zelfs maar twee jaar. De andere legislaturen hadden hun normale looptijd van vier jaar.
Op 27 oktober 2017 probeerde het Parlement een Catalaanse republiek te stichten met een eenzijdige onafhankelijkheidsverklaring.

## Voorzitters
| Legislatuur | Voorzitter                | Van  | Tot  | Fractie | Stemmen |
| ----------- | ------------------------- | ---- | ---- | ------- | ------- |
| I           | Heribert Barrera i Costa  | 1980 | 1984 | ERC     | 73      |
| II          | Miquel Coll i Alentorn    | 1984 | 1988 | CiU     | 86      |
| III         | Joaquim Xicoy i Bassegoda | 1988 | 1992 | CiU     | 75      |
| IV          | Joaquim Xicoy i Bassegoda | 1992 | 1995 | CiU     | 77      |
| V           | Joan Reventós i Carner    | 1995 | 1999 | PSC     | 75      |
| VI          | Joan Rigol i Roig         | 1999 | 2003 | CiU     | 67      |
| VII         | Ernest Benach i Pascual   | 2003 | 2006 | ERC     | 111     |
| VIII        | Ernest Benach i Pascual   | 2006 | 2010 | ERC     | 70      |
| IX          | Núria de Gispert i Català | 2010 | 2012 | CiU     | 77      |
| X           | Núria de Gispert i Català | 2012 | 2015 | CiU     | 79      |
| XI          | Carme Forcadell i Lluís   | 2015 | 2018 | JxSí    | 77      |
| XII         | Roger Torrent i Ramió     | 2018 |      | ERC     | 65      |